# Listă de filme idol: G
Aceasta este o listă de filme idol în ordine alfabetică. Vedeți Listă de filme idol pentru lista principală.
| Film                                                                                 | An   | Regizor                                | Surse       |
| ------------------------------------------------------------------------------------ | ---- | -------------------------------------- | ----------- |
| Galaxy Invader (sau The Galaxy Invader)                                              | 1985 | Don Dohler                             | [ 1 ]       |
| Galaxy of Terror                                                                     | 1981 | Bruce D. Clark                         | [ 2 ]       |
| Galaxy Quest                                                                         | 1999 | Dean Parisot                           | [ 3 ]       |
| Game of Death                                                                        | 1978 | Bruce Lee                              | [ 4 ]       |
| Gamera (also known as Gamera: The Giant Monster or Gamera the Invincible)            | 1965 | Noriaki Yuasa                          | [ 5 ] [ 1 ] |
| Gandahar                                                                             | 1988 | René Laloux                            | [ 6 ]       |
| Gandu                                                                                | 2010 | Qaushiq Mukherjee                      | [ 7 ]       |
| Gangs of Wasseypur                                                                   | 2012 | Anurag Kashyap                         | [ 8 ]       |
| Gangsters Versus Cowboys                                                             | 1948 | Juan Orol                              | [ 9 ]       |
| Ganja & Hess                                                                         | 1973 | Bill Gunn                              | [ 10 ]      |
| The Garbage Pail Kids Movie                                                          | 1987 | Rod Amateau                            | [ 11 ]      |
| Garden State                                                                         | 2004 | Zach Braff                             | [ 12 ]      |
| The Gate                                                                             | 1987 | Tibor Takács                           | [ 13 ]      |
| Gayniggers from Outer Space                                                          | 1992 | Morten Lindberg                        | [ 14 ]      |
| Gedo Senki (Tales from Earthsea)                                                     | 2006 | Goro Miyazaki                          | [ 15 ]      |
| Gegen die Wand (Head-On)                                                             | 2004 | Fatih Akin                             | [ 16 ]      |
| Gekitotsu! Satsujin Ken (The Street Fighter)                                         | 1974 | Shigehiro Ozawa                        | [ 17 ]      |
| Gentlemen Prefer Blondes                                                             | 1953 | Howard Hawks                           | [ 18 ]      |
| Gerry                                                                                | 2002 | Gus Van Sant                           | [ 19 ]      |
| Get Carter                                                                           | 1971 | Mike Hodges                            | [ 20 ]      |
| Get Crazy                                                                            | 1983 | Allan Arkush                           | [ 21 ]      |
| Get to Know Your Rabbit                                                              | 1972 | Brian De Palma                         | [ 22 ]      |
| Ghost Dog: The Way of the Samurai                                                    | 1999 | Jim Jarmusch                           | [ 23 ]      |
| Ghost World                                                                          | 2001 | Terry Zwigoff                          | [ 24 ]      |
| The Giant Claw                                                                       | 1957 | Fred F. Sears                          | [ 25 ]      |
| The Giant Spider Invasion                                                            | 1975 | Bill Rebane                            | [ 26 ]      |
| Gidget                                                                               | 1959 | Paul Wendkos                           | [ 27 ]      |
| Gilda                                                                                | 1946 | Charles Vidor                          | [ 28 ]      |
| Gimme Shelter                                                                        | 1970 | Albert Maysles and David Maysles       | [ 29 ]      |
| Ginger Snaps                                                                         | 2000 | John Fawcett                           | [ 30 ]      |
| The Girl Can't Help It                                                               | 1956 | Frank Tashlin                          | [ 31 ]      |
| Giù la Testa (Duck, You Sucker!)                                                     | 1971 | Sergio Leone                           | [ 32 ]      |
| Giv'at Halfon Eina Ona (Halfon Hill Doesn't Answer)                                  | 1976 | Assi Dayan                             | [ 33 ]      |
| Gleaming the Cube                                                                    | 1989 | Graeme Clifford                        | [ 34 ]      |
| Glen or Glenda                                                                       | 1953 | Ed Wood                                | [ 18 ]      |
| Glengarry Glen Ross                                                                  | 1992 | James Foley                            | [ 35 ]      |
| The Gods Must Be Crazy                                                               | 1980 | Jamie Uys                              | [ 18 ]      |
| Gojira (Godzilla)                                                                    | 1954 | Ishirō Honda                           | [ 36 ]      |
| Godzilla                                                                             | 2014 | Gareth Edwards                         |             |
| A Goofy Movie                                                                        | 1995 | Kevin Lima                             | [ 37 ]      |
| Goin' South                                                                          | 1978 | Jack Nicholson                         |             |
| Der Golem, wie er in die Welt kam (The Golem: How He Came into the World)            | 1920 | Paul Wegener                           | [ 38 ]      |
| Gomorrah                                                                             | 2008 | Matteo Garrone                         | [ 39 ]      |
| Gone Baby Gone                                                                       | 2007 | Ben Affleck                            | [ 40 ]      |
| Good Burger                                                                          | 1997 | Brian Robbins                          | [ 41 ]      |
| Goon                                                                                 | 2011 | Michael Dowse                          | [ 42 ]      |
| The Goonies                                                                          | 1985 | Richard Donner                         | [ 43 ]      |
| Gorgo                                                                                | 1961 | Eugène Lourié                          | [ 44 ]      |
| Le Grand Bleu (The Big Blue)                                                         | 1988 | Luc Besson                             | [ 45 ]      |
| La Grande Bouffe (also known as La Grande Abbuffata, The Grande Bouffe and Blow-Out) | 1973 | Marco Ferreri                          | [ 46 ]      |
| Il Grande Silenzio (The Great Silence)                                               | 1968 | Sergio Corbucci                        | [ 47 ]      |
| Grandma's Boy                                                                        | 2006 | Nicholaus Goossen                      | [ 48 ]      |
| The Grateful Dead Movie                                                              | 1977 | Jerry Garcia and Leon Gast             | [ 49 ]      |
| Grease 2                                                                             | 1982 | Patricia Birch                         | [ 50 ]      |
| The Great Rock 'n' Roll Swindle                                                      | 1979 | Julien Temple                          | [ 51 ]      |
| The Great Texas Dynamite Chase                                                       | 1976 | Michael Pressman                       | [ 36 ]      |
| Grave of the Fireflies                                                               | 1988 | Isao Takahata                          | [ 52 ]      |
| Greed                                                                                | 1924 | Erich von Stroheim                     | [ 53 ]      |
| Greetings                                                                            | 1968 | Brian De Palma                         | [ 31 ]      |
| Gremlins                                                                             | 1984 | Joe Dante                              | [ 54 ]      |
| Gremlins 2: The New Batch                                                            | 1990 | Joe Dante                              | [ 55 ]      |
| Grey Gardens                                                                         | 1976 | Albert and David Maysles               | [ 56 ]      |
| Grindhouse                                                                           | 2007 | Robert Rodriguez and Quentin Tarantino | [ 57 ]      |
| Gritos en la Noche (The Awful Dr. Orloff)                                            | 1961 | Jésus Franco                           | [ 58 ]      |
| The Groove Tube                                                                      | 1974 | Ken Shapiro                            | [ 59 ]      |
| Grosse Pointe Blank                                                                  | 1997 | George Armitage                        | [ 60 ]      |
| Gummo                                                                                | 1997 | Harmony Korine                         | [ 61 ]      |
| Gun Crazy                                                                            | 1950 | Joseph Lewis                           | [ 31 ]      |
| Gunda                                                                                | 1998 | Kanti Shah                             | [ 62 ]      |